# مسجد الدبس
مسجد الدبس أو مسجد الفاتح هو مسجد يقع في وسط مدينة الهفوف، في محافظة الأحساء، في المملكة العربية السعودية، أسسه الوالي العثماني محمد فروخ باشا في عهد السلطان سليم القانوني.
كان ويعد مقصداً مهماً للعديد من طلبة العلم الذين يدرسون القرآن والفقه والحديث على المذهب الشافعي، ويعد ذا أهمية كبيرة للمصلين، ففي شهر رمضان يزدحم المسجد ازدحاماً كبيراً بالمصلين، خاصة في صلاة التراويح.

## التسمية
سُمي بهذا الاسم بسبب وقوعه بين أسواق وباعة التمر بالقرب منه.

## تأسيسه
أسسه الوالي العثماني محمد فروخ باشا في عهد السلطان سليم القانوني وتُشير المصادر التاريخية إلى أن بناء المسجد كان سنة 962هـ، ويقع على مساحة 350 متراً مربعاً.

## وصف
هو مسجد يقع حوله حزمة من المباني الطينية التراثي في حي الكوت القديم، يحده من الشرق قصر إبراهيم الأثري، ومن خلفه جامع الجبري الكبير، ويبعد أمتار قليلة عن بيت البيعة.
يتميز بناؤه بوجود قبة كبيرة في الوسط، وعلى جوانبها فتحات غطيت بالزجاج، ووجود عدد من القباب التي توجد بها فتحات يدخل منها الضوء، وتخطيط المسجد يتبع طراز المساجد العثمانية في فترتها الأولى، التي تعد أمتداداً لتخطيط العمارة السلجوقية.

## وصلات خارجية
- مآذن لها تاريخ | مسجد الدبس | الأحساء
- دروازة | مسجد الدّبس في الأحساء، تاريخ من التاريخ العائد إلى مئات السنين
- #شعندهم l ندم الملك فيصل على هدم منارة مسجد الدبس في #الأحساء